# Mamma Mia (cançó)
|  | Aquest article tracta sobre la cançó d'ABBA. Vegeu-ne altres significats a «Mamma Mia». |

"Mamma Mia" és una cançó del tercer àlbum d'ABBA, ABBA, escrita per Benny Andersson, Björn Ulvaeus i Stig Anderson, amb les veus d'Agnetha Fältskog i Anni-Frid Lyngstad. La cançó va ser llançada el setembre de 1975 com el seu sisè senzill. La cançó va ser el primer número u d'ABBA al Regne Unit des de "Waterloo" el 1974.
El 1999, un musical amb el mateix nom, Mamma Mia!, en què apareixien moltes de les cançons d'ABBA, s'estrenà al West End de Londres.

## Història i impacte
El so distintiu al començament de la cançó se'l dona la marimba. Segons el biògraf Carl Magnus Palm, l'instrument es va incorporar a l'últim minut, afegit després que Benny Andersson el trobés a l'estudi i decidís que el seu ritme de "tic-tac" era perfecte per a la cançó.
"Mamma Mia" va ser escrita a casa d'Agnetha Fältskog i Björn Ulvaeus, i va ser l'última cançó gravada per a l'àlbum ABBA. Va ser una de les quatre cançons de l'àlbum de les que es va fer un videoclip per promocionar l'àlbum. Inicialment, però, "Mamma Mia" no havia estat pensada per al seu llançament com a senzill. En aquesta època, molts artistes estaven gravant cançons d'ABBA (com ara "Honey, Honey" i " Bang a Boomerang"), de la mateixa manera ABBA va oferir "Mamma Mia" al grup pop britànic Brotherhood of Man, que la va rebutjar.
"I Do, I Do, I Do, I Do, I Do" va encapçalar les llistes australianes durant tres setmanes; tanmateix, el clip promocional de "Mamma Mia" va resultar més popular després de repetir les projeccions a la televisió australiana. La companyia discogràfica australiana d'ABBA, RCA, va demanar que "Mamma Mia" fos llançat com a senzill, però Polar Music es va negar. Tanmateix, Stig Anderson hi va estar d'acord; "Mamma Mia" es va llançar a Austràlia l'agost de 1975, on va passar 10 setmanes al número u. Cash Box va dir que el senzill era «un exemple de l'excel·lent gust musical [d'ABBA]», afirmant que «la melodia és optimista, amb textures característiques variades.»
Després d'aquest èxit a Austràlia, Epic Records al Regne Unit es va fixar en ABBA per primera vegada des del seu èxit al Concurs de la Cançó d'Eurovisió amb "Waterloo". A partir d'aleshores, Epic va començar a promocionar molt els senzills d'ABBA amb el resultat immediat que "S.O.S." assolís el Top 10 del mercat britànic, el seu primer èxit des de "Waterloo". "Mamma Mia" aviat va seguir-les, aconseguint el número u a la UK Singles Chart el gener de 1976, el segon dels 18 singles consecutius en el Top 10 d'ABBA.
La cara-B del llançament australià de "Mamma Mia" va ser "Hey, Hey Helen". A la majoria dels altres països, la cara B era l'instrumental "Intermezzo Number 1". El segell britànic d'ABBA, Epic, va seleccionar "Tropical Loveland" com a cara B per al llançament del Regne Unit, creient que una altra pista vocal, especialment una que mostra ABBA en un estil musical diferent, promocionaria millor l'àlbum principal.
"Mamma Mia" és àmpliament considerada com una de les millors cançons d'ABBA. El 2017, Billboard va classificar la cançó número set a la seva llista de les 15 millors cançons d'ABBA, i el 2021, Rolling Stone va classificar la cançó número cinc a la seva llista de les 25 millors cançons d'ABBA.
Des del setembre de 2021, és la setena cançó més gran d'ABBA al Regne Unit amb 860.000 vendes a les llistes (vendes pures i fluxos digitals).

## Llista de cançons

### Senzill internacional
| Núm. | Títol              | Durada |
| ---- | ------------------ | ------ |
| 1.   | «Mamma Mia»        | 3:32   |
| 2.   | «Intermezzo No. 1» | 3:48   |

### Senzill al Regne Unit
| Núm. | Títol               | Durada |
| ---- | ------------------- | ------ |
| 1.   | «Mamma Mia»         | 3:32   |
| 2.   | «Tropical Loveland» | 3:05   |

## Personal
- Anni-Frid Lyngstad – veu principal i cors
- Agnetha Fältskog – veu principal i cors
- Björn Ulvaeus – guitarra rítmica i cors
- Benny Andersson – piano, marimba, orgue Hammond i cors
- Janne Schaffer – guitarra solista
- Mike Watson – baix
- Roger Palm – bateria

## Vídeoclip
El vídeo de "Mamma Mia" es va rodar els dies 28 i 29 d'abril de 1975 a SVT, a Estocolm. El grup interpreta la cançó en un estudi de color blanc. El quartet porta els vestits utilitzats a la gira del 1974 per Europa. El vídeo musical va ser dirigit per Lasse Halström.

## Versió en castellà
La versió en castellà va ser traduïda per Buddy McCluskey i Mary McCluskey, i gravada el 7 de gener de 1980. S'inclou com a pista número 8 de l'àlbum Gracias Por La Música; pista #7 a ABBA Oro: Grandes Éxitos i com a bonus track a ABBA.

## Gràfics i certificacions
| Gràfics (1975–77)                              | Peak position |
| ---------------------------------------------- | ------------- |
| Alemanya Federal (Llista oficials alemanyes)   | 1             |
| Austràlia (Kent Music Report)                  | 1             |
| Àustria (Ö3 Austria Top 40)                    | 3             |
| Bèlgica (Ultratop)                             | 2             |
| Canadà Top Singles (RPM)                       | 18            |
| Canadà Adult Contemporary (RPM)                | 11            |
| Finlàndia (Suomen virallinen singlelista)      | 16            |
| Irlanda (IRMA)                                 | 1             |
| Itàlia (Italian Singles Chart)                 | 3             |
| Iugoslàvia (Yugoslavian Singles Chart)         | 4             |
| Nova Zelanda (Recorded Music NZ)               | 4             |
| Noruega (VG-lista)                             | 2             |
| Rhodèsia (Rhodesian Singles Chart de Rhodèsia) | 20            |
| Sud-àfrica (Springbok)                         | 7             |
| Suïssa (Schweizer Hitparade)                   | 1             |
| UK Singles (OCC)                               | 1             |
| US Billboard Hot 100                           | 32            |
| US Adult Contemporary (Billboard)              | 12            |
| US Cashbox Top 100                             | 36            |

| Gràfics (2008)                 | Màxima posició |
| ------------------------------ | -------------- |
| Austràlia (ARIA)               | 48             |
| Itàlia (Italian Singles Chart) | 12             |
| Suïssa (Schweizer Hitparade)   | 60             |
| UK Singles (OCC)               | 56             |

| Gràfic (1975)                 | Possició |
| ----------------------------- | -------- |
| Austràlia (Kent Music Report) | 3        |

| Gràfic (1976)                    | Possició |
| -------------------------------- | -------- |
| Canadà Top Singles (RPM)         | 147      |
| Nova Zelanda (Recorded Music NZ) | 16       |
| UK Singles (OCC)                 | 21       |

| País                                    | Certificació | Vendes    |
| --------------------------------------- | ------------ | --------- |
| Alemanya (Bundesverband Musikindustrie) | Or           | 250.000 + |
| Austràlia (ARIA)                        | 3 x Or       | 150.000 + |
| Dinamarca (IFPI Dinamarca               | Or           | 45.000 +  |
| Itàlia (FMI)                            | Or           | 25.000 +  |
| Regne Unit (BPI)                        | Platí        | 860.000 + |
| Yugoslavia                              | Plata        | 55.000 +  |

## Versió A-Teens
"Mamma Mia" és el senzill de debut del grup pop suec A-Teens. Va ser llançat el 30 d'abril de 1999 per Stockholm Records com el primer senzill del seu àlbum debut, The ABBA Generation (1999). La cançó és una versió del popular èxit d'ABBA.
Després del seu llançament, es va convertir en un gran èxit a Suècia, on va assolir el número u i es va quedar allà durant vuit setmanes consecutives, obtenint un certificat de platí quàdruple.
En els llançaments inicials del senzill, el nom de la banda va aparèixer com ABBA-Teens, però Stockholm Records va pensar que seria millor canviar el nom de la banda per A-Teens, de manera que es van fer nous llançaments del senzill.

### Rendiment comercial
El senzill va arribar al top 20 de diversos països europeus, aconseguint el número tres a Noruega, el número nou a Suïssa i els Països Baixos, el número 10 a Alemanya, el número 12 al Regne Unit i el número 14 a Àustria i Finlàndia. Es va gravar una versió en castellà de la cançó per a la seva promoció a Amèrica Llatina i Espanya. Malgrat l'èxit mundial, la cançó no va atreure el públic australià, arribant al lloc 72 a la ARIA Singles Chart, encara que va arribar al número 13 a Nova Zelanda.
Als Estats Units, el senzill va assolir el lloc 63 a la Billboard Hot Single Sales Chart.

### Vídeoclip
El vídeoclip que l'acompanya va ser dirigit per Henrik Sylvén i va ser filmat a Suècia. Mostra els A-Teens com a cambrers en una exposició d'art, i són despatxats pel gerent; però aviat descobreixen que un dels quadres els transporta a una festa on el gerent i els mecenes a qui ajuda també s'uneixen a la diversió.

### Gràfics
| Chart (1999–2000)                         | Peak position |
| ----------------------------------------- | ------------- |
| Austràlia (ARIA)                          | 95            |
| Àustria (Ö3 Austria Top 40)               | 14            |
| Bèlgica (Ultratop 50 Flandes)             | 10            |
| Canadà Adult Contemporary (RPM)           | 74            |
| Dinamarca (IFPI)                          | 1             |
| Escòcia (OCC)                             | 10            |
| Espanya (PROMUSICAE)                      | 6             |
| Europa (Eurochart Hot 100)                | 22            |
| Finlàndia (Suomen virallinen lista)       | 14            |
| Finlàndia (Suomen virallinen singlelista) | 9             |
| França (SNEP)                             | 51            |
| Alemanya (Llistes oficials alemanyes)     | 10            |
| Islàndia (Íslenski Listinn Topp 40)       | 20            |
| Païssos Baixos (Dutch Top 40)             | 9             |
| Païssos Baixos (Single Top 100)           | 7             |
| Nova Zelanda (Recorded Music NZ)          | 13            |
| Noruega (VG-lista)                        | 3             |
| Suècia (Sverigetopplistan)                | 1             |
| Suïssa (Swiss Hitparade)                  | 9             |
| UK Singles (OCC)                          | 12            |

| Gràfic (1999)                 | Possició |
| ----------------------------- | -------- |
| Bèlgica (Ultratop 50 Flandes) | 51       |
| Europa (Eurochart Hot 100)    | 65       |
| Països Baixos (Top 40)        | 69       |
| Països Baixos (Top 100)       | 59       |
| Suècia (Sverigetopplistan)    | 1        |

## Versió deMamma Mia!
"Mamma Mia" va ser gravat per Meryl Streep per a la banda sonora de Mamma Mia!. La seva versió es va publicar el 8 de juliol de 2008 juntament amb la resta de la banda sonora, per Decca i Polydor Records. Va ser produïda per Benny Andersson.

### Gràfics
| Gràfic (2008)              | Màxima posició |
| -------------------------- | -------------- |
| Austràlia (ARIA)           | 98             |
| Noruega (VG-lista)         | 17             |
| Suècia (Sverigetopplistan) | 55             |
| UK Singles (OCC)           | 96             |
| US Billboard Hot 100       | 99             |

## Versió deMamma Mia! Here We Go Again
Lily James, Jessica Keenan Wynn i Alexa Davies van gravar "Mamma Mia" per a la banda sonora de Mamma Mia! Here We Go Again. La seva versió es va publicar el 13 de juliol de 2018 juntament amb la resta de la banda sonora, de Capitol i Polydor Records. Va ser produïda per Benny Andersson.

### Gràfics
| Gràfic (2018)                   | Màxima posició |
| ------------------------------- | -------------- |
| Escòcia (OCC)                   | 54             |
| Irlanda (IRMA)                  | 49             |
| Nova Zelanda Hot Singles (RMNZ) | 21             |
| UK Singles (OCC)                | 57             |